# رافائيل كالسادا (مقاطعة بوينس آيرس)
رافائيل كالسادا (بالإسبانية: Rafael Calzada, Buenos Aires Province)‏ هي منطقة سكنية تقع في الأرجنتين في Almirante Brown Partido. يقدر عدد سكانها بـ 56,419 نسمة وترتفع عن سطح البحر 24 متر.

## أعلام
- أكسل